# Ligdia interrupta
Ligdia interrupta är en fjärilsart som beskrevs av W. Warren 1897. Ligdia interrupta ingår i släktet Ligdia och familjen mätare. Inga underarter finns listade i Catalogue of Life.